# Chingia longissima
Chingia longissima är en kärrbräkenväxtart som först beskrevs av Brackenr., och fick sitt nu gällande namn av Holtt. Chingia longissima ingår i släktet Chingia och familjen Thelypteridaceae. Utöver nominatformen finns också underarten C. l. novoguineensis.